# The Night Manager
The Night Manager är en brittisk-amerikansk miniserie i sex delar regisserad av Susanne Bier. I huvudrollerna märks Tom Hiddleston, Hugh Laurie, Olivia Colman, David Harewood, Tom Hollander och Elizabeth Debicki. Serien är baserad på boken med samma namn som skrevs av John le Carré år 1993. Serien visades först på brittiska BBC One i februari 2016 och på amerikanska AMC i april samma år. I Sverige började serien visas i augusti 2016 på TV4.

## Rollista i urval
- Tom Hiddleston – Jonathan Pine
- Hugh Laurie – Richard Onslow Roper
- Olivia Colman – Angela Burr
- Tom Hollander – Major "Corky" Lance Corkoran
- Elizabeth Debicki – Jed Marshall
- Alistair Petrie – Sandy, Lord Langbourne
- Natasha Little – Caroline, Lady Langbourne
- Douglas Hodge – Rex Mayhew
- David Harewood – Joel Steadman
- Tobias Menzies – Geoffrey Dromgoole
- Antonio de la Torre – Juan Apostol
- Adeel Akhtar – Rob Singhal
- Michael Nardone – Frisky
- David Avery – Freddie Hamid
- Amir El-Masry – Youssuf
- Aure Atika – Sophie (Samira) Alekan
- Nasser Memarzia – Omar Barghati
- Russell Tovey – Simon Ogilvey
- Neil Morrissey – Harry Palfrey
- Katherine Kelly – Pamela
- Bijan Daneshmand – Kouyami
- Hannah Steele – Marilyn

## Utmärkelser
| Utmärkelse            | Kategori                                                      | Mottagare      | Resultat  |
| --------------------- | ------------------------------------------------------------- | -------------- | --------- |
| Golden Globes         | Bästa manliga huvudroll i en miniserie eller TV-film          | Tom Hiddleston | Vann      |
| Golden Globes         | Bästa manliga biroll i en TV-serie, miniserie eller TV-film   | Hugh Laurie    | Vann      |
| Golden Globes         | Bästa kvinnliga biroll i en TV-serie, miniserie eller TV-film | Olivia Colman  | Vann      |
| Golden Globes         | Bästa miniserie eller TV-film                                 |                | Nominerad |
| Primetime Emmy Awards | Bästa regi av en miniserie, film eller dramaspecial           | Susanne Bier   | Vann      |
| Primetime Emmy Awards | Bästa miniserie                                               |                | Nominerad |
| Primetime Emmy Awards | Bästa manliga huvudroll i en miniserie eller TV-film          | Tom Hiddleston | Nominerad |
| Primetime Emmy Awards | Bästa manliga biroll i en miniserie eller TV-film             | Hugh Laurie    | Nominerad |
| Primetime Emmy Awards | Bästa kvinnliga biroll i en miniserie eller TV-film           | Olivia Colman  | Nominerad |
| Primetime Emmy Awards | Bästa manus till en miniserie, film eller dramaspecial        | David Farr     | Nominerad |